# Deer Lodge
Deer Lodge is een plaats (city) in de Amerikaanse staat Montana, en valt bestuurlijk gezien onder Powell County.

## Demografie
Bij de volkstelling in 2000 werd het aantal inwoners vastgesteld op 3421.
In 2006 is het aantal inwoners door het United States Census Bureau geschat op 3311, een daling van 110 (-3,2%).

## Geografie
Volgens het United States Census Bureau beslaat de plaats een oppervlakte van
3,7 km², geheel bestaande uit land. Deer Lodge ligt op ongeveer 1379 m boven zeeniveau.

## Plaatsen in de nabije omgeving
De onderstaande figuur toont nabijgelegen plaatsen in een straal van 36 km rond Deer Lodge.

## Geboren
- Jean Parker (1915-2005), actrice
- Phil Jackson (1945), basketbalspeler en coach